# 张桐照
张桐照，清朝人，是一名清朝政治人物。
张桐照曾于同治年间接替张文斌任建宁府知府一职，同治年间由梁元桂接任。